# Jedlé zlato

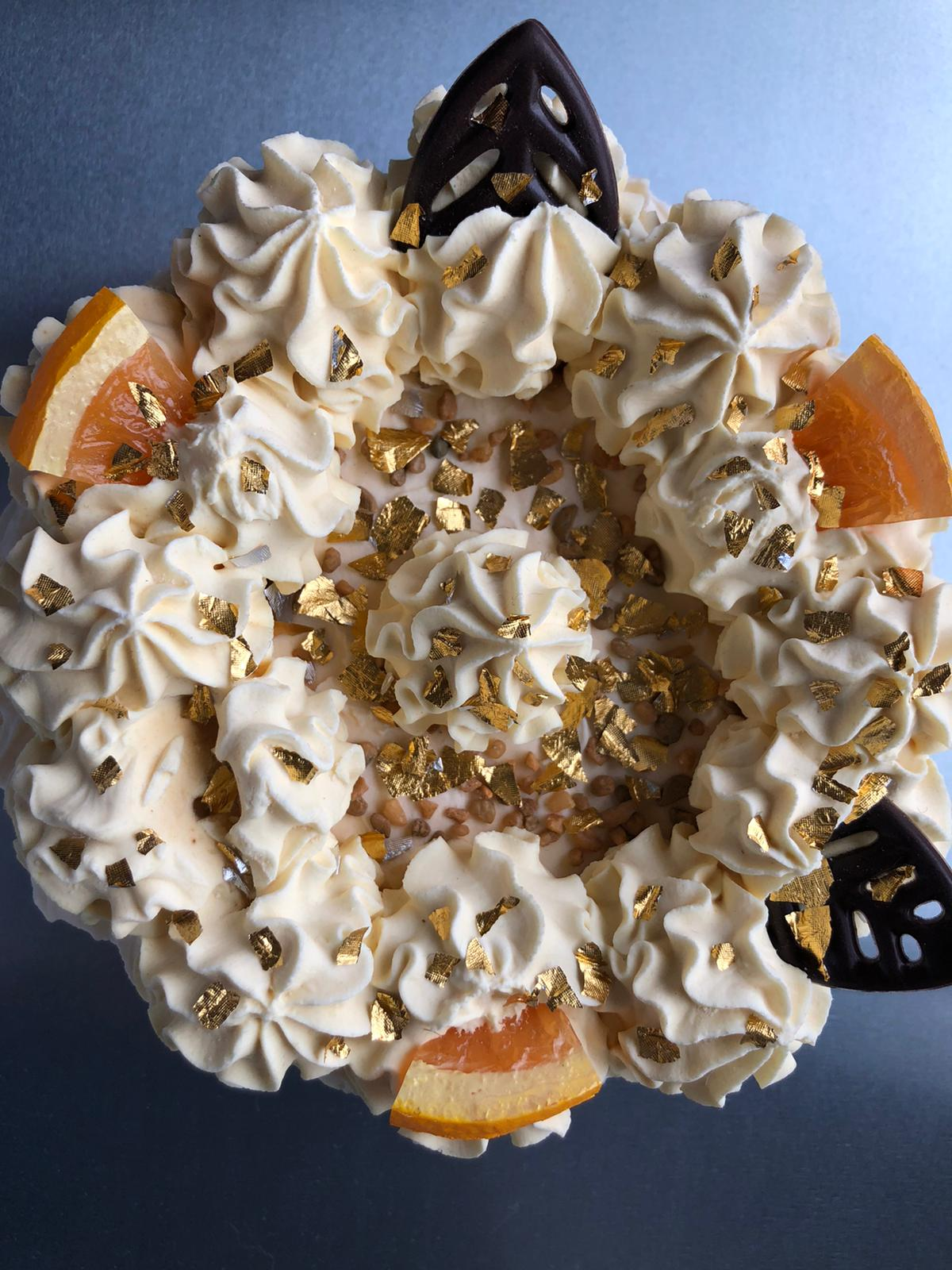
Dort se zlatými pláty

Jedlé zlato je zvláštní druh zlata schválený Evropskou unií a Spojenými státy jako potravinářská přídatná látka s kódem E 175. Používá se v haute cuisine. Může být použito v potravinách i nápojích, například k dekoraci cukrovinek, jako přísada suši nebo ve zmrzlině. Konzumace jedlého zlata nemá žádné negativní ani pozitivní účinky, protože je biologicky inertní.

## Technické specifikace a výroba
Jedlé zlato musí splňovat pokyny příslušných norem o bezpečnosti potravin. Musí být čisté, aby nedošlo k jakékoli infekci či jinému ohrožení na zdraví.

## Historie
Nejstarší důkazy o konzumaci zlata se datují do starověkého Egypta, kde se věřilo, že má božské účinky. Alchymisté z Alexandrie vyvinuli různé léky a elixíry s pitným zlatem, které měly omladit tělo. Říká se, že se Kleopatra VII. koupala ve zlatě a užívala zlaté pleťové masky. 
Konzumaci zlata lze také nalézt ve východních zemích, jako Japonsko, Čína a Indie, většinou jako lék nebo záhadný elixír vyrobený dvorními lékaři.
Jedlé zlato bylo ve středověku proslulé mezi evropskými králi – jako ozdoba jídla či symbol bohatství a prestiže. Antičtí soudní lékaři věřili, že zlato pomáhá s artritidou a dalšími tělesnými problémy, jako jsou bolavé končetiny.
Do 20. století bylo zlato spojováno s léky. Byl běžný kus zlata v drahých lécích nebo jako doplněk stravy k doplnění minerálů v lidském těle.

## Zdravotní efekty
Zlato je ušlechtilý kov, z tohoto důvodu nereaguje uvnitř lidského těla. Tělo jej nevstřebá, a tudíž je bezpečné jej jíst. Zároveň nepřináší žádné zdravotní výhody. Čistota jedlého zlata musí být 23–24 karátů, vyšší než ta, která se používá ve šperkařství, která může obsahovat další kovy a být tak toxická.

## Výroba
Po celém světě existuje několik výrobců specializovaných na výrobu jedlého zlata. Například v Itálii Giusto Manetti Battiloro Spa. Ve Velké Británii je jedním z největších dodavatelů jedlého zlata a stříbra společnost Conneisseur Gold. CornucAupia je jedním ze slavných distributorů v USA.
Na asijském trhu je společnost Horikin Ltd průkopníkem zlatých listů v Japonsku, kde se zlato přidává do čaje. V Německu existuje několik výrobců, například Goldmarie, Gold Gourmet a Swiss DeLafée.